# Rie Knipscheer
Marie Rie Gerarda Cornelia Rooker-Knipscheer (* 6. April 1911 in Amsterdam; † 13. Februar 2003 in Laaren) war eine niederländische Malerin und Zeichnerin.

## Leben
Rie Knipscheer wurde am 6. April 1911 in Amsterdam geboren. Knipscheer wurde am Instituut voor Kunstnijverheidsonderwijs und an der Rijksakademie van beeldende kunsten in Amsterdam ausgebildet. Sie war Schülerin von Johannes Hendricus Jurres und Hendrik Jan Wolter. Sie heiratete J. Rooker.
Als Künstlerin war sie hauptsächlich in Amsterdam und Bussum tätig. Neben ihrer Tätigkeit als Grafikerin war Rie auch Malerin, Textilkünstlerin, Aquarellistin, Illustratorin, (Werbe-)Zeichnerin, Lithografin und Holzstecherin mit einer Vorliebe für Blumen, Interieurs, Stillleben, Porträts, Stadtansichten und Landschaften. Sie produzierte auch Exlibris. Knipscheer war Mitglied von Arti et Amicitiae in Amsterdam und der Kunstenaarsvereniging Sint Lucas ebenfalls in Amsterdam. Sie stellte regelmäßig auf den Ausstellungen der Vereinigungen aus. Werke befinden sich im Stadsarchief Amsterdam.